# Pomnik pomordowanych Polaków w okolicach wsi Krzywe (kwiecień 1944 r.)

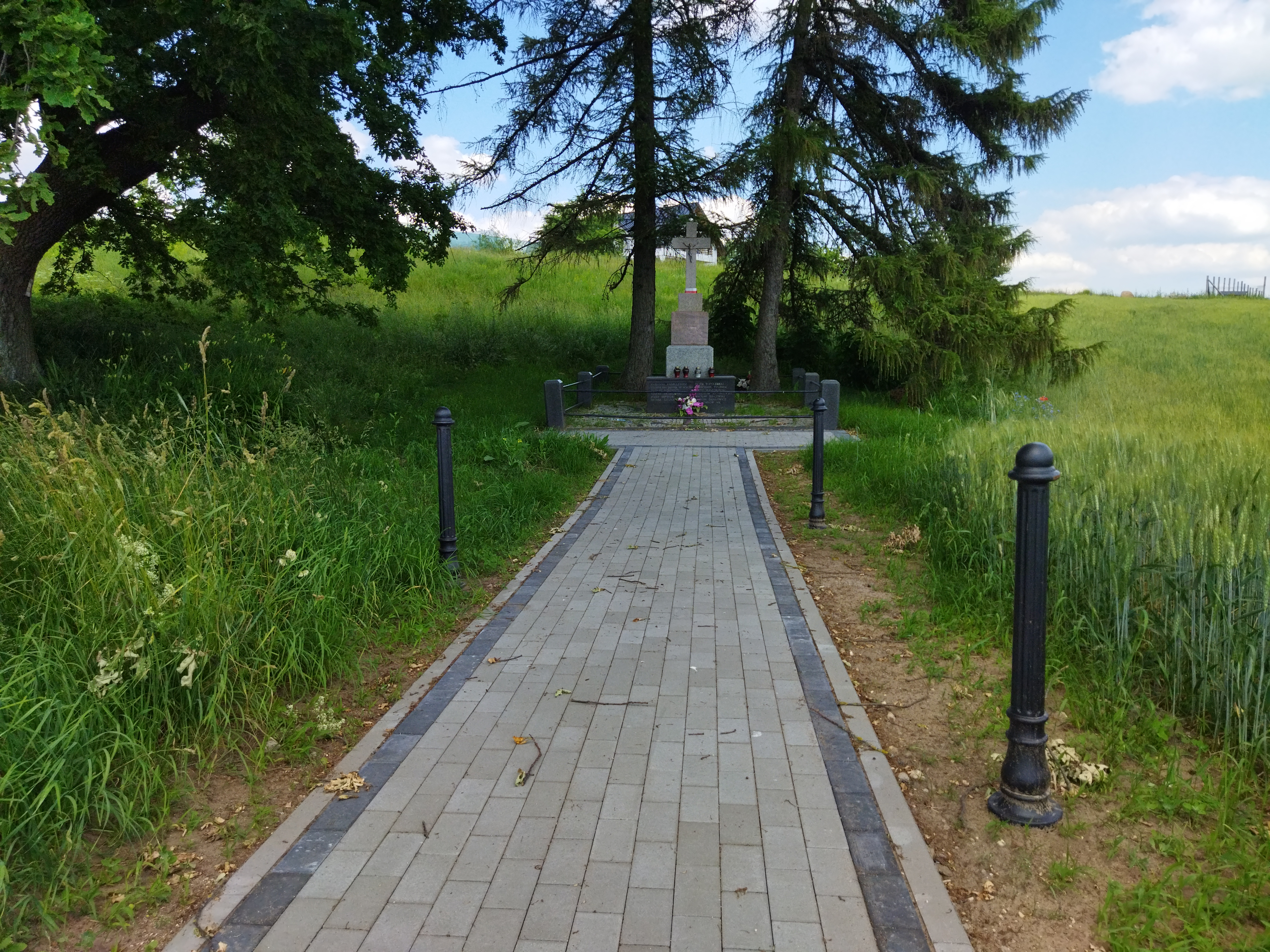
Pomnik pomordowanych członków ruchu oporu - obrzeża miejscowości Krzywe k. Suwałk.

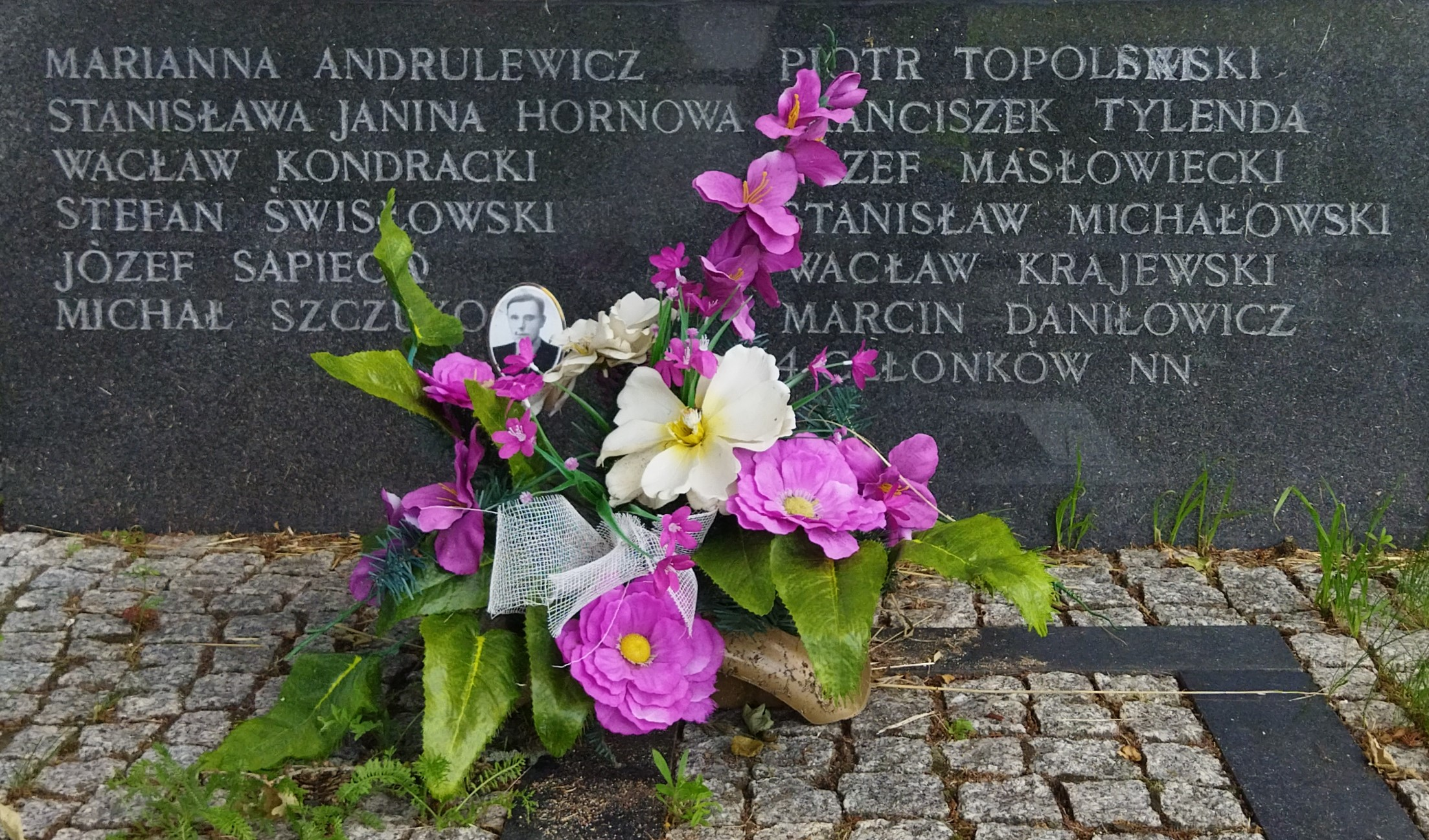
Inskrypcja na pomniku pomordowanych członków ruchu oporu - obrzeża miejscowości Krzywe k. Suwałk.

Pomnik pomordowanych k. miejscowości Krzywe – 4 kwietnia 1944 roku, we wsi Krzywe, hitlerowcy rozstrzelali grupę Polaków, m.in. członków ruchu oporu.

## Egzekucja
W pierwszych dniach kwietnia 1944 roku hitlerowcy rozstrzelali 12 Polaków – członków ruchu oporu. Egzekucja była odwetem za akcję miejscowego ruchu oporu, w której zginął Fritz Bening (Niemiec z Łotwy) zamieszkały w miejscowości Krzywe. 

## Historia
W nocy z 1 na 2 kwietnia 1944 roku Aleksander Rydzewski ps. „Kos” wraz z grupą partyzantów przeprowadził w miejscowości Krzywe akcję, której celem było zdobycie broni znajdującej się w posiadaniu Fritza Beninga – Niemca zarządzającego miejscowym folwarkiem oraz terpentyniarniami działającymi w okolicznych powiatach. Podczas akcji spłonął folwark, zabity został Bening, a ponadto zginęło również dwóch partyzantów, zaś Rydzewski został ranny. Na drugi dzień po śmierci Beninga suwalskie gestapo, po dokonaniu wizji lokalnej, zabrało ze swoich lochów dwunastu więźniów, przywiozło ich do wsi Krzywe i rozstrzelało pod samotnym młodym dębem, niedaleko spalonego folwarku. (...) Sam Bening został pochowany z wielkimi honorami na cmentarzu w Suwałkach. 
W „Karcie rejestracyjnej pomnika pamięci narodowej” kwietniowe wydarzenia 1944 roku tak zostały opisane: W dniu 4.IV.1944 r. hitlerowcy przywieźli 14 osób z więzienia w Suwałkach, którzy zostali rozstrzelani przez żandarmów. 2 osoby z Ruchu Oporu, które zginęły w akcji z hitlerowcami, zostały ekshumowane przez ZBoWiD do wspólnej mogiły.

Jak podaje Wacław Trejnowski sam Fritz Bening był Niemcem bardzo przychylnie ustosunkowanym do Polaków. Spokojny, łagodnego usposobienia, dobrze traktował wszystkich robotników zatrudnionych w biurze, na folwarku, w transporcie i w terpentyniarniach. Wśród ludności polskiej nie miał żadnych wrogów, bo nikomu nie uczynił krzywdy. (...) W rozmowach z Polakami kilkakrotnie stwierdził, że winę za powstanie w Polsce ruchu oporu ponosi tylko i wyłącznie gestapo, które swoim terrorem, aresztowaniami i rozstrzeliwaniem niewinnych zmusiło Polaków do ucieczki w lasy i chwycenia za broń.

## Opis pomnika
Pomnik (obiekt pamięci narodowej) znajduje się w odległości ok. 100 m od szosy wiodącej z Suwałk do Sejn (po lewej stronie drogi), na obrzeżach miejscowości Krzywe. Wykonany został z kamienia, składa się z 4 bloków – prostopadłościanów (różnej wielkości) zwieńczonych krzyżem.
Na cokole pomnika znajduje się tablica z nazwiskami zamordowanych Polaków. Powyżej blok z napisem: „W hołdzie pomordowanym. Rodacy Suwałki 2003 r.”. Na kolejnym segmencie pomnika umieszczono inskrypcję o treści: „Tu w dniu 4.IV.1944 r. hitlerowcy zamordowali 16 członków ruchu oporu. 9.V.1960 r. ZBoWiD”. Na następnym bloku kamiennym (najmniejszym) umieszczono kotwicę z wkomponowaną literą „P” – symbolem Polski Walczącej. Pomnik wieńczy kamienny krzyż z figurą Chrystusa.

Pomnik powstały po II wojnie światowej z inicjatywy Związku Bojowników o Wolność i Demokrację oraz lokalnego społeczeństwa odsłonięto 9 maja 1960 roku. 
Monument znajduje się w grupie drzew (dąb i 2 świerki). Okala go niewielkie ogrodzenie składające się z 6 kamiennych (prostopadłościennych) słupków. Słupki połączone zostały metalowymi prętami. Ścieżka prowadząca do niego, w ostatnim czasie, została odnowiona (wyłożona polbrukiem) i dodatkowo zaopatrzona w stylizowane metalowe słupki.   

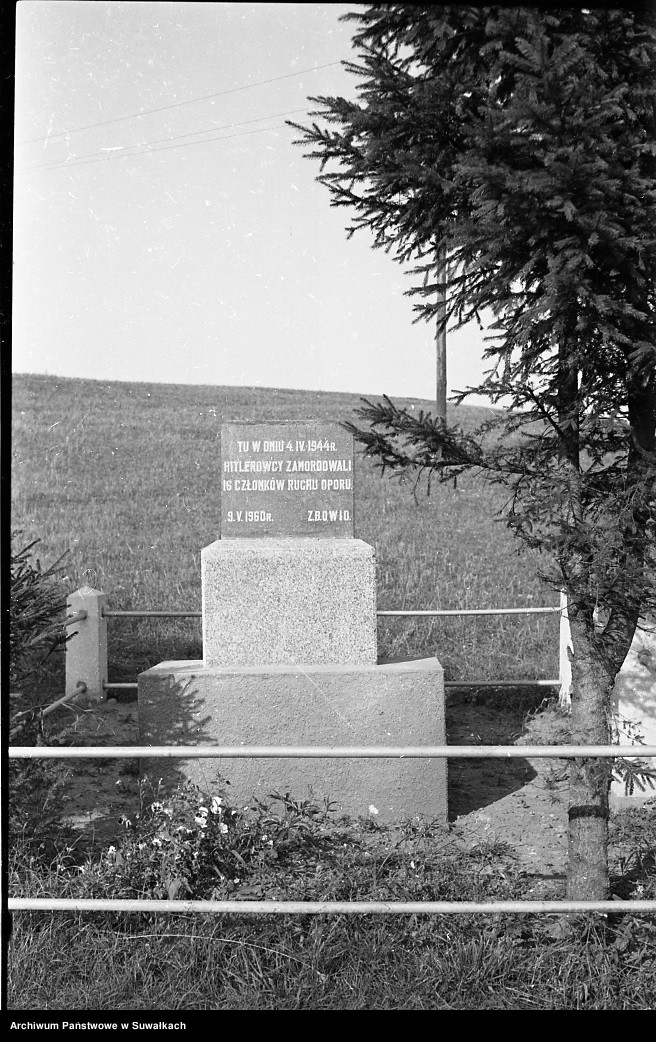
Pomnik Polaków zamordowanych przez hitlerowców. Obrzeża wsi Krzywe k. Suwałk (l. 60-70). Zbiory Archiwum Państwowego w Suwałkach.
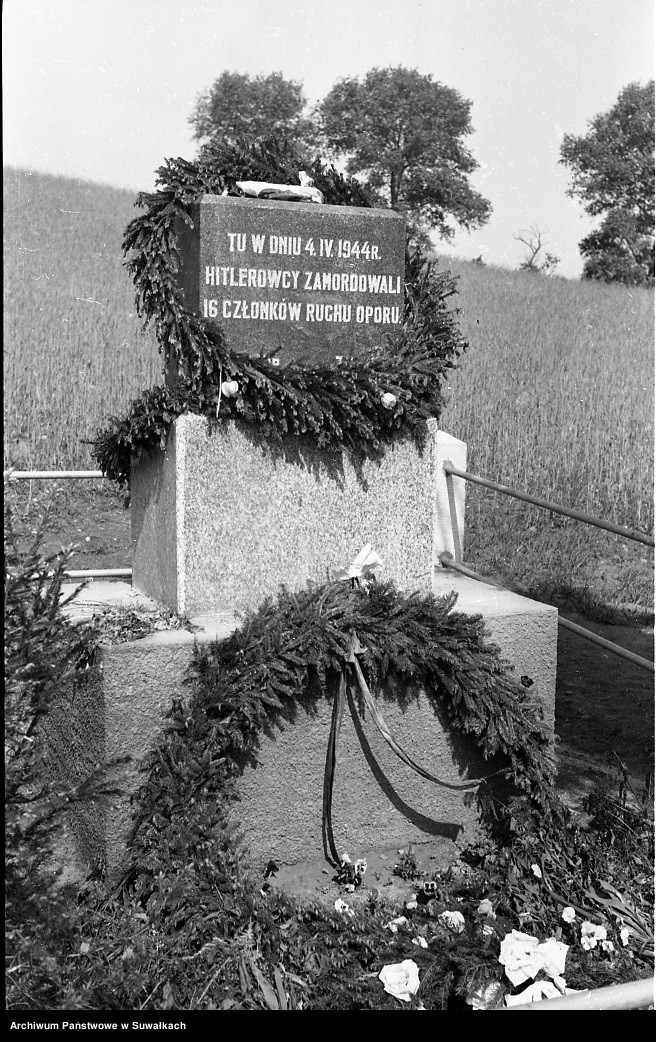
Pomnik Polaków zamordowanych przez hitlerowców. Obrzeża wsi Krzywe k. Suwałk (l. 60-70). Zbiory Archiwum Państwowego w Suwałkach.
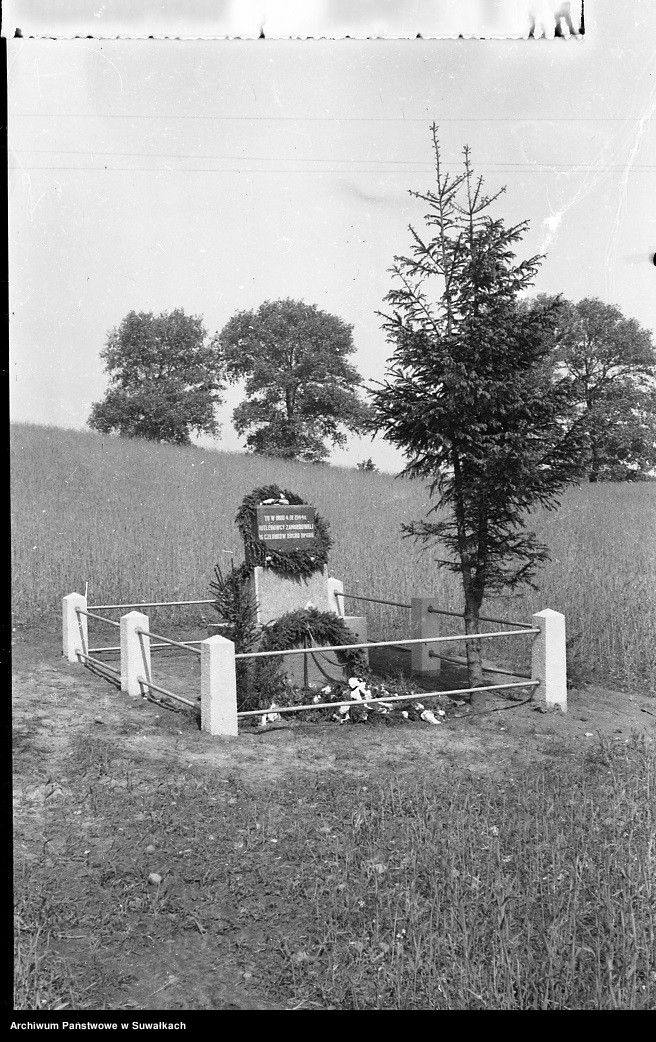
Pomnik Polaków zamordowanych przez hitlerowców. Obrzeża wsi Krzywe k. Suwałk (l. 60-70). Zbiory Archiwum Państwowego w Suwałkach.
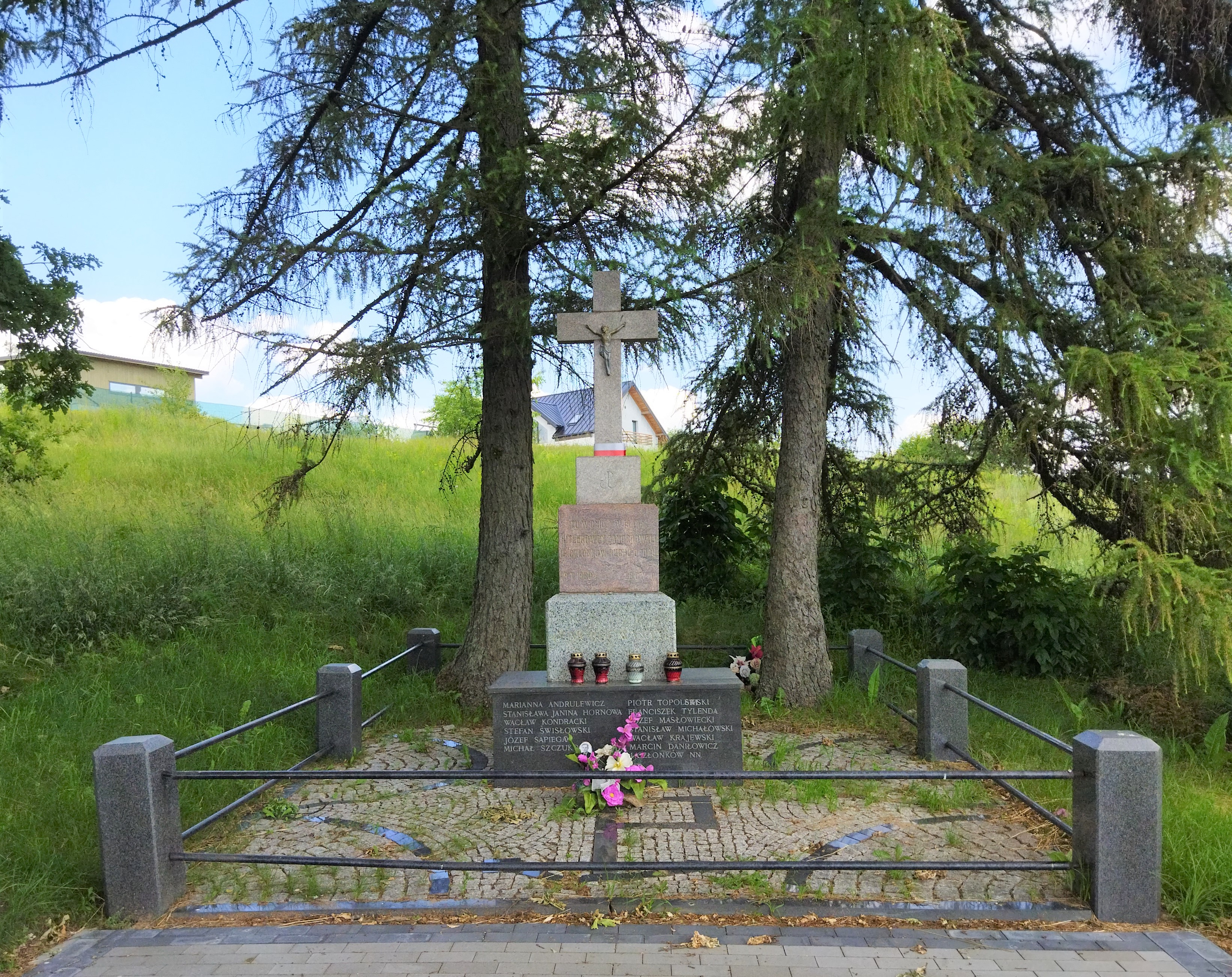
Pomnik Polaków zamordowanych przez hitlerowców. Obrzeża wsi Krzywe k. Suwałk – widok współczesny (2022 r.).